# أدولف الثالث، كونت مارك
أدولف الثالث دي مارك ((بالألمانية: Adolf III von der Mark)؛ حوالي 1334 - 7 سبتمبر 1394.)؛ كان أسقف مونستر (كـ أدولف) منذ 1357 حتى 1363، ثم رئيس أساقفة كولونيا في عام 1363 كـ (أدولف الثاني)، وأخيراً أصبح كونت كليفه منذ 1368 حتى وفاته (كـ أدولف الأول)، وكونت مارك منذ 1391 حتى 1393 كـ (أدولف الثالث).
هو الابن الثاني لـ أدولف الثاني، كونت مارك ومارغريت من كليفه.
في 1357 عينه البابا إينوسنت السادس أسقفاً لـ مونستر، وفي 1362 عقد معاهدة مع عمه مطران لييج إنغلبرت دي مارك بأنه سيرث كليفه في حال توفي عم والدته يوهان كونت كليفه دون ورثة، وفي 1363 انتخب كـ رئيس أساقفة كولونيا ضد رغبات المطران جان فان فيرنبيرغ ولكن في نهاية العام استقال من منصبه لتركيز جهوده على كليفه.
في 1368 خلف خاله في كونتية كليفه، استطاع الحفاظ على حكمه من خلال حصوله على الدعم من لييج، وفي 1369 تزوج من مارغريت ابنة جيرهارد دي يوليش، كونت برغ ورافنسبيرغ؛ وانجبت له أربعة عشر ابناً، ومنهم:-
- أدولف (1448-1373)؛ خلف والده أولا في كليفه بحيث أصبح كونتاً ثم دوق، وأيضا أصبح كونت مارك ولورد رافنسبيرغ ورافنشتاين.
- ديتريش (1398-1374)؛ خلف والده في مارك منذ 1393.
- جيرهارد (قُتل 1461)؛ بحكم الأمر الواقع كونت مارك، ومع ذلك لم يسمح باستخدام اللقب.
- مارغريت (1411-1375)؛ تزوجت من ألبرت الأول، دوق بافاريا.
- إليزابيث (1439-1378)؛ تزوجت من رينو دي فالكنبورغ، ثم من ستيفن الثالث، دوق بافاريا.
- إنغلبرتا (قتلت 1458)؛ تزوجت من فريدرش الرابع دي مويرس.

مع وفاة شقيقه إنغلبرت الثالث، كونت مارك دون ورثة في 1391، ورث عنه كونتية مارك أيضا، ولكن في 1393 تنازل عنها لابنه الثاني ديتريش في 1393، توفي أدولف في 1394 وخلفه في كليفه ابنه البكر أدولف، تم لم شمل بين مارك وكليفه بعد أربعة سنوات بحيث توفي ابنه الثاني في 1398 دون ورثة، إلا أن ابنه الثالث جيرهارد طالب بـ مارك واستطاع السيطرة على أغلب أراضي الكونتية لاحقاً ومع ذلك لم يسمح له باستخدام لقب الكونت.